# Lliga togolesa de futbol
La lliga togolesa de futbol (oficialment Togolese Championnat National) és la màxima competició futbolística de Togo. És organitzada per la Fédération Togolaise de Football. Es disputa des de 1961 com a nació independent, tot i que s'havien disputat edicions amb anterioritat.

## Història
Abans del campionat de 1934, l'Etoile Filante (fundat el 1933) guanyà el championnat de foot-ball juniors de 1933.
El 1974 es produí una reforma esportiva que portà a la unió de diversos clubs per formar grans entitats. Aquestes foren:
- Lomé 1 – fusió de Etoile Filante, Modèle i Dynamic Togolais; més tard anomenat Déma Club.
- Lomé 2 – fusió d'Unisport i Essor Lomé.
- Lomé 3 – fusió d'Alliance, Freedom Star, Venus i Dragons; més tard anomenat Edan.
- Lomé 4 – fusió de Racing Club, Réal, Hearts of Oak i US du Bénin.

El 1978 aquests clubs es desferen i es formà el Entente 2 (Modèle i Nyékonakpoè-Kodjoviakopé) que més tard es desfeu. En canvi, a altres ciutats aquestes entitats continuaren:
- Aného - Gbohloé-Su (prèviament anomenat Elavagnon), fusió de Standard Aného, USA Adjido i d'altres.
- Atakpamé - Ifodjè, fusió de CS Atakpamé i UA Atakpamé.
- Kpalimé - Gomido, fusió d'Excelsior, Etoile Filante i Modèle.
- Sansanné Mango - Doumbe FC.

## Historial
Font:

### Abans de la independència
- 1934: Etoile Filante de Lomé
- 1936-37: Etoile Filante de Lomé
- 1937-38: Etoile Filante de Lomé
- 1940: Etoile Filante de Lomé
- 1945: Etoile Filante de Lomé
- 1946-47: Etoile Filante de Lomé
- 1947-48: Etoile Filante de Lomé
- 1949: Etoile Filante de Lomé
- 1952-53: Etoile Filante de Lomé
- 1954: Essor (Lomé)
- 1955: Essor (Lomé)
- 1956: Essor (Lomé)
- 1957: Essor (Lomé)
- 1958-59: Etoile Filante de Lomé
- 1959: Modèle Lomé
- 1960: Etoile Filante de Lomé

### Des de la independència
- 1961:  Etoile Filante de Lomé (1)
- 1962:  Etoile Filante de Lomé (2)
- 1963: Desconegut
- 1964:  Etoile Filante de Lomé (3)
- 1965:  Etoile Filante de Lomé (4)
- 1966:  Modèle Lomé (1)
- 1967:  Etoile Filante de Lomé (5)
- 1968:  Etoile Filante de Lomé (6)
- 1969:  Modèle Lomé (2)
- 1970:  Dynamic Togolais (1)
- 1971:  Dynamic Togolais (2)
- 1972:  Modèle Lomé (3)
- 1973:  Modèle Lomé (4)
- 1974:  Lomé 1 (1)
- 1975:  Lomé 1 (2)
- 1976:  Lomé 1 (3)
- 1977: No es disputà
- 1978:  AC Semassi (1)
- 1979:  AC Semassi (2)
- 1980:  OC Agaza (1)
- 1981:  AC Semassi (3)
- 1982:  AC Semassi (4)
- 1983:  AC Semassi (5)
- 1984:  OC Agaza (2)
- 1985:  ASFOSA (1)[a]
- 1986:  ASFOSA (2)
- 1987:  Doumbé FC (1)
- 1988:  ASKO Kara (1)[b]
- 1989:  ASKO Kara (2)
- 1990:  Ifodje (1)
- 1991: No es disputà
- 1992:  Etoile Filante de Lomé (7)
- 1993:  AC Semassi (6)
- 1994:  AC Semassi (7)
- 1995:  AC Semassi (8)
- 1996:  ASKO Kara (3)
- 1997:  Dynamic Togolais (3)
- 1998: No es disputà
- 1999:  AC Semassi (9)
- 2000: No finalitzà
- 2001:  Dynamic Togolais (4)
- 2002:  AS Douane (1)
- 2003-04:  Dynamic Togolais (5)
- 2004-05:  AS Douane (2)
- 2005-06:  Maranatha FC (1)
- 2006-07:  ASKO Kara (4)
- 2007-08: No es disputà
- 2009:  Maranatha FC (2)
- 2010: No es disputà
- 2011-12:  Dynamic Togolais (6)
- 2013:  Anges FC (1)
- 2014:  AC Semassi (10)
- 2015: No es disputà
- 2016-17:  AS Togo-Port (1)
- 2017-18:  US Koroki (1)
- 2018-19:  ASC Kara (1)[c]
- 2019-20:  ASKO Kara (5)
- 2021:  ASKO Kara (6)
- 2021-22:  ASKO Kara (7)
- 2022-23:  ASKO Kara (8)
- 2023-24:  ASKO Kara (9)
- 2024-25:  ASC Kara (2)[d]